# يانكيتاون (فلوريدا)
يانكيتاون (بالإنجليزية: Yankeetown)‏ هي بلدة في مقاطعة ليفي، بولاية فلوريدا الأمريكية. بلغ عدد سكانها 588 نسمة في تعداد 2020.

## تاريخ
تأسست يانكيتاون في عام 1923 من قبل السياسي والمحامي من ولاية إنديانا أرمانيس إف نوتس، الذي انتقل إلى المنطقة بسبب حبه الكبير للصيد. تم تسمية المستوطنة في الأصل كنوتس. ومع ذلك، تشير القصص إلى أن الاسم الحالي أتى من ساعي بريد محلي، الذي كان يوجه الزوار بشكل متكرر وبسخرية إلى المستوطنة التي كان يطلق عليها لقب "تلك المدينة اليانكية". شكلت يانكيتاون في البداية جزءا من الطرف الغربي لمعبر قناة فلوريدا المقترحة في الثلاثينيات، غير أن المشروع لم يتحقق.

## جغرافيا
تقع يانكيتاون في موقع إحداثيات 29°1′52″N 82°43′12″W / 29.03111°N 82.72000°W. وتقع المناطق الخارجية للمدينة حول مصب نهر ويثلاكوشي وعلى طول خليج المكسيك.

وفقًا لمكتب الإحصاء بالولايات المتحدة، تبلغ مساحة المدينة الإجمالية 54.6 كيلومتر مربع (21.1 ميل2)، منها 19.8 كيلومتر مربع (7.6 ميل2) عبارة عن يابسة و34.8 كيلومتر مربع (13.4 ميل2) أو63.75٪ عبارة عن ماء. 

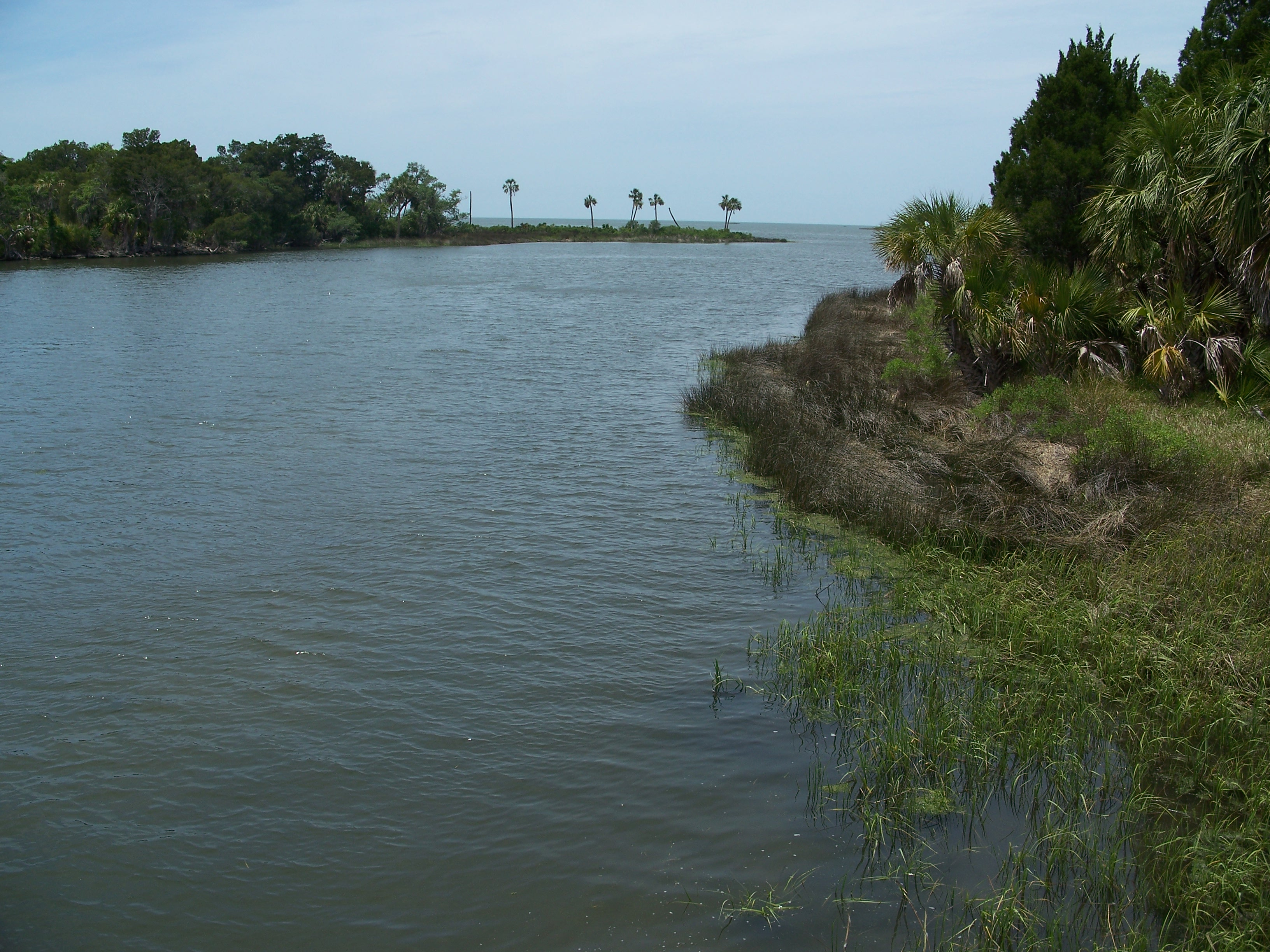
مشهد غرب يانكيتاون

## التركيبة السكانية
في تعداد عام 2000 بلغ عدد المقيمين في البلدة 629 نسمة، و309 أسرة، و194 عائلة. كانت الكثافة السكانية 80.4 شخص لكل ميل مربع (31.1 / كم 2). كان هناك 472 وحدة سكنية بمتوسط كثافة 60.3 لكل ميل مربع (23.3 / كم 2). كان التركيب العرقي للمدينة 96.82٪ أبيض، 1.43٪ أمريكي أصلي، 0.79٪ آسيوي، و0.95٪ من جنسين أوأكثر. كان من أصل إسباني أولاتيني 0.64٪ من السكان.
كان هناك 309 أسرة، من بينها 12.3٪ لديها أطفال تقل أعمارهم عن 18 عامًا يعيشون معهم، و55.3٪ من الأزواج الذين يعيشون معًا، و5.8٪ لديها ربة منزل بدون زوج، و36.9٪ من غير العائلات. 31.4٪ من جميع الأسر مكونة من أفراد، و13.3٪ كان لديهم شخص يعيش بمفرده يبلغ من العمر 65 عامًا أوأكبر. كان متوسط حجم الأسرة 2.04 ومتوسط حجم الأسرة 2.48.
انتشر السكان في المدينة، حيث بلغ 14.1٪ تحت سن 18، و3.5٪ من 18 إلى 24، و15.6٪ من 25 إلى 44، و36.6٪ من 45 إلى 64، و30.2٪ كانوا 65 سنة أواكبر سنا. كان متوسط العمر 55 سنة. لكل 100 أنثى هناك 105.6 ذكر. لكل 100 أنثى من سن 18 وما فوق، كان هناك 105.3 ذكر.
كان متوسط الدخل لأسرة في المدينة 33304 دولارات، وكان متوسط دخل الأسرة 40833 دولارًا. كان للذكور متوسط دخل قدره 28،750 دولارًا مقابل 31،500 دولارًا للإناث. بلغ نصيب الفرد من الدخل للمدينة 22774 دولار. حوالي 6.8٪ من الأسر و12.5٪ من السكان كانوا تحت خط الفقر، بما في ذلك 18.5٪ من أولئك الذين تقل أعمارهم عن 18 عامًا و11.3٪ من أولئك الذين يبلغون 65 عامًا أوأكثر.

## وصلات خارجية
- الموقع الرسمي لبلدة Yankeetown
- موقع مجتمع Yankeetown
- أنقذ يانكي تاون
- "البرمجيات الحرة والسياسة في يانكي تاون" (2006)، في Freesoftwaremagazine.com